# Коммерческое училище в Лесном
Коммерческое училище в Лесном — учреждение коммерческого образования Российской империи в пригороде Санкт-Петербурга Лесном.

## История
История училища начинается с марта 1900 года, когда жители Лесного подали на имя министра финансов прошение об открытии «мужского среднего промышленно-технического училища с общим дополнительным курсом, соответствующим курсу реальных училищ и с правом поступления из оного в высшие учебные заведения». К тому времени в Лесном уже существовали Лесной (с 1811) и Политехнический институты. Министерство финансов передало прошение в Министерство народного просвещения, которое разрешило 2 февраля 1902 года образовать «Временный комитет по открытию в Лесном мужского среднего учебного заведения» под председательством директора Политехнического института князя А. Г. Гагарина. Задачей комитета были поиск земельного участка и сбор средств для первоначального обустройства училища. Вскоре были найдены средства и место для размещения училища — участок на углу Малой Объездной улицы и Институтского проспекта. Комитет с рассрочкой на 10 лет приобрёл у Дома призрения душевнобольных в Удельной, попечителем которого был принц А. П. Ольденбургский, две предполагавшиеся под снос деревянные постройки, которые разобрали и перевезли в Лесной. Училище строилось по проекту архитектора Фёдора Алексеевича Корзухина. Здание было наполовину каменным — центральная часть, и наполовину деревянным — боковые части. Всего было 28 комнат, во всех было электрическое освещение. В здании был водопровод и паровое отопление.
Торжественное открытие училища состоялось 14 сентября 1904 года.
Представленный комитетом учебный план не устроил Министерство народного просвещения, поэтому осенью 1904 года коммерческое училище было открыто в системе Министерства финансов. Комитетом была создана Педагогическая комиссия, которая стремилась выработать учебные планы, аналогичные принятым в Тенишевском училище — с реализацией идей «свободного воспитания». Одним из принципов было совместное обучение мальчиков и девочек, которое было реализовано уже с 1906/1907 учебного года; к осени 1908 года в училище занимались 54 девочки из 288 учащихся, к концу ноября 1911 года девочек было 94 из 374 учеников. Много внимания было уделено организации практических занятий. По инициативе К. П. Боклевского при училище были открыты Торговые классы для взрослых, где изучалась арифметика и бухгалтерия.
В мае 1911 года состоялся первый выпуск; из 18 учеников, 15 поступили в высшие учебные заведения, преимущественно в Политехнический институт. Из числа известных выпускников — в 1913 году училище окончил Алексей Роде, в 1916 году — Борис Земляков.
После 1917 года училище было преобразовано в 168-ю единую советскую трудовую школу, ставшую затем 2-й средней школой Выборгского района. Затем школа называлась 33-я Советская школа и 103-й Городская школа. Здание училища было снесено в конце 1960-х годов.

## Преподаватели
См. Категория:Преподаватели коммерческого училища в Лесном
В числе преподавателей училища были: А. Ф. Иоффе (физика), Б. Е. Райков (естествознание), О. Н. Андерсон (политэкономия, экономическая география и коммерческое право), Г. Н. Боч, В. В. Половцов, Г. К. Соломин (ручной труд). Преподавали в училище и женщины: мать Ю. Н. Вейнерта, Ядвига Адольфовна Вейнерт-Влядих; Н. П. Анциферова.